# Altenschwand (Rickenbach)
Altenschwand ist ein Ortsteil der Gemeinde Rickenbach im baden-württembergischen Landkreis Waldshut.
Die Streusiedlung liegt im Hotzenwald, ca. 2 km nördlich von Rickenbach. Die Quellen des Dorfbaches, eines Quellbaches der Murg liegen in der umliegenden Flur verstreut. Die Landesstraße L 152 durchquert den Ort, die Kreisstraße K 6538 mündet hinein.
Zusammen mit Glashütten ist Altenschwand eine der ältesten Glasmachersiedlungen des Schwarzwaldes. 
Der Ort wird um 1300 erstmals urkundlich erwähnt. Er gehörte, wie der Weiler Glashütten, ursprünglich zum Amt Wehr. Später kam er zur Einung Rickenbach in die Grafschaft Hauenstein.
Die ehemalige Gemeinde mit ihren Ortsteilen Glashütten und Strick wurde am 1. Januar 1973 im Zuge der Gemeindegebietsreform nach Rickenbach eingemeindet.